# Leyvin Balanta
Leyvin Jhojane Balanta Fory (Bogotá, Colombia; 3 de septiembre de 1990) es un futbolista colombiano que juega de lateral izquierdo y actualmente es jugador del Municipal Limeño de la Primera División de El Salvador.

## Trayectoria
Se desarrolló futbolísticamente en el Deportivo Pasto, en el año 2011 es llamado por el técnico Wilson Piedrahíta para formar al plantel del América de Cali.
Debido a esto, el técnico Eduardo Lara lo convocó al encuentro válido por la Primera B de los Cuadrangulares semifinales contra Atlético Bucaramanga, En el Minuto 49 de la Parte Complementaria anota el segundo gol para el equipo 2-1.
Su segundo gol se lo anotó al Barranquilla F. C.

### Independiente Santa Fe
Para el segundo semestre del 2015 llega al Independiente Santa Fe, el equipo de su ciudad natal,para suplir la lesión de uno de los laterales del equipo bogotano y para disputar así mismo la Copa Sudamericana 2015. A lo largo del semestre, Leyvin se consolida en la titular del Rojo bogotano. Para el 2016, empieza el año como titular, pero una lesión en su pierna lo aleja de las canchas por unas semanas. En el segundo semestre regresa con un extraordinario rendimiento consolidándose como titular y contribuyendo en gran medida a la consecución del novena estrella en su Club Independiente Santa Fe.

## Clubes
| Club                   | País        | Año       |
| ---------------------- | ----------- | --------- |
| Deportivo Pasto        | Colombia    | 2009-2011 |
| América de Cali        | Colombia    | 2011-2015 |
| Independiente Santa Fe | Colombia    | 2015-2018 |
| Deportes Tolima        | Colombia    | 2019-2021 |
| Once Caldas            | Colombia    | 2022      |
| Always Ready           | Bolivia     | 2023      |
| Real Estelí            | Nicaragua   | 2023-2025 |
| Municipal Limeño       | El Salvador | 2025      |

## Selección nacional
El 17 de enero de 2017 es convocado por Jose Pekerman para jugar con la selección de fútbol de Colombia el juego por la amistad frente a Brasil. Debutó el 26 de enero de 2017 en el homenaje a Chapecoense donde juega desde el minuto 62 por Farid Diaz en la derrota por 1-0.

## Palmarés

### Títulos nacionales
| Título                | Club            | País     | Temporada |
| --------------------- | --------------- | -------- | --------- |
| Categoría Primera A   | Santa Fe        | Colombia | 2016-II   |
| Superliga de Colombia | Santa Fe        | Colombia | 2017      |
| Categoría Primera A   | Deportes Tolima | Colombia | 2021-I    |

### Títulos internacionales
| Título                     | Club     | País     | Temporada |
| -------------------------- | -------- | -------- | --------- |
| Copa Sudamericana          | Santa Fe | Colombia | 2015      |
| Copa J.League-Sudamericana | Santa Fe | Japón    | 2016      |